# Кизилова
Кизилова (рос. Кызылова) — присілок у Каслинському районі Челябінської області Російської Федерації.
Входить до складу муніципального утворення Огневське сільське поселення. Населення становить 103 особи (2010).

## Історія
Від 27 лютого 1924 року належить до Каслинського району Челябінської області.
Згідно із законом від 16 листопада 2004 року органом місцевого самоврядування є Огневське сільське поселення.

## Населення
| 2002 | 2010 |
| ---- | ---- |
| 131  | ↘103 |